# Веньчжоу
Веньчжóу (кит. трад. 温州, спр. 温州, піньїнь Wēnzhōu) — міська округа у провінції Чжецзян КНР. Вона ВВП на душу населення становить 20 779 юанів (2005).

## Географія
Межує з містами Нінде на півдні, Лішуй на заході, Тайчжоу на півночі, зі сходу омивається Східно-Китайським морем. Площа міста 11 784 км² на суші та 11 000 км² на морі, берегова лінія 255 кілометрів.

### Клімат
Місто знаходиться у зоні, котра характеризується вологим субтропічним кліматом. Найтепліший місяць — липень із середньою температурою 28.9 °C (84 °F). Найхолодніший місяць — січень, із середньою температурою 8.3 °С (47 °F).
| Клімат Веньчжоу         | Клімат Веньчжоу | Клімат Веньчжоу | Клімат Веньчжоу | Клімат Веньчжоу | Клімат Веньчжоу | Клімат Веньчжоу | Клімат Веньчжоу | Клімат Веньчжоу | Клімат Веньчжоу | Клімат Веньчжоу | Клімат Веньчжоу | Клімат Веньчжоу | Клімат Веньчжоу |
| Показник                | Січ.            | Лют.            | Бер.            | Квіт.           | Трав.           | Черв.           | Лип.            | Серп.           | Вер.            | Жовт.           | Лист.           | Груд.           | Рік             |
| Абсолютний максимум, °C | 22              | 25              | 29              | 30              | 36              | 37              | 40              | 38              | 33              | 36              | 28              | 27              | 40              |
| Середній максимум, °C   | 11              | 11              | 14              | 20              | 23              | 27              | 31              | 31              | 27              | 24              | 19              | 14              | 21              |
| Середня температура, °C | 8               | 8               | 11              | 16              | 21              | 25              | 28              | 28              | 25              | 21              | 15              | 10              | 18              |
| Середній мінімум, °C    | 5               | 6               | 8               | 13              | 18              | 22              | 25              | 25              | 22              | 17              | 12              | 6               | 15              |
| Абсолютний мінімум, °C  | −2              | −2              | 0               | 3               | 11              | 13              | 19              | 21              | 16              | 6               | −1              | −2              | −2              |
| Норма опадів, мм        | 40              | 80              | 130             | 150             | 190             | 240             | 180             | 250             | 200             | 80              | 60              | 40              | 1710            |
| ----------------------- | --------------- | --------------- | --------------- | --------------- | --------------- | --------------- | --------------- | --------------- | --------------- | --------------- | --------------- | --------------- | --------------- |
| Джерело: Weatherbase    |                 |                 |                 |                 |                 |                 |                 |                 |                 |                 |                 |                 |                 |

## Адміністративно-територіальний поділ
Міський округ Веньчжоу поділяється на 4 райони, 3 міста і 5 повітів:
| Карта                                                                                               | Карта   | Карта    | Карта            |
| --------------------------------------------------------------------------------------------------- | ------- | -------- | ---------------- |
| Тайшунь Веньчен ① ② ③ Пін'ян Оухай Юнцзя Цаннань Жуйань Юецін ④ ① Лучен ② Лунвань ③ Дунтоу ④ Лунган |         |          |                  |
| Статус                                                                                              | Назва   | Оригінал | Населення (2020) |
| Район                                                                                               | Дунтоу  | 洞头区   | 107 027          |
| Район                                                                                               | Лунвань | 龙湾区   | 766 829          |
| Район                                                                                               | Лучен   | 鹿城区   | 1 167 164        |
| Район                                                                                               | Оухай   | 瓯海区   | 963 238          |
| Місто                                                                                               | Жуйань  | 瑞安市   | 1 520 046        |
| Місто                                                                                               | Лунган  | 龙港市   | 464 695          |
| Місто                                                                                               | Юецін   | 乐清市   | 1 453 090        |
| Повіт                                                                                               | Веньчен | 文成县   | 288 168          |
| Повіт                                                                                               | Пін'ян  | 平阳县   | 863 166          |
| Повіт                                                                                               | Тайшунь | 泰顺县   | 265 973          |
| Повіт                                                                                               | Цаннань | 苍南县   | 843 959          |
| Повіт                                                                                               | Юнцзя   | 永嘉县   | 869 548          |

## Історія
У XIX столітті Веньчжоу стає процвітаючим договірним портом і зберігає своє важливе економічне і транспортне значення і по сьогодні. Багато вихідців з Веньчжоу проживає у Європі та США. Веньчжоусьці як правило займаються ресторанним або роздрібним бізнесом у країнах, куди вони емігрували.

## Мови
Веньчжоуський діалект відноситься до діалектної групи у, однак у ньому дуже сильний вплив мінського діалекту. Вважається, що веньчжоуській діалект краще за інші китайські діалекти зберіг фонетику і синтаксис давньо- та среднекитайскої мови. Все це робить його дуже складним для розуміння і вивчення навіть для носіїв діалектів тієї ж діалектної групи.

## Галерея

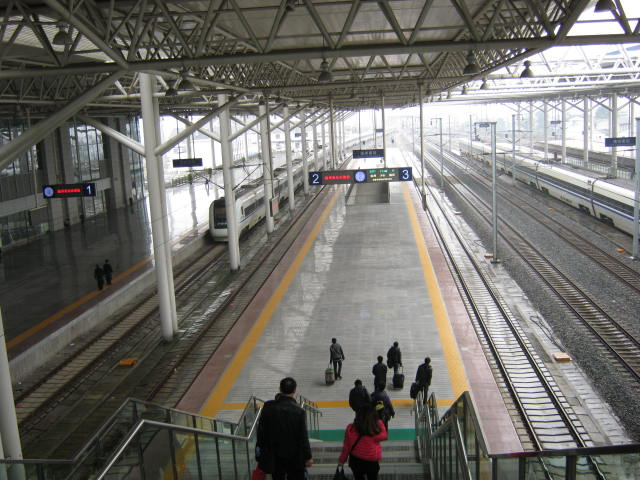
Залізнична станція Південний Веньчжоу
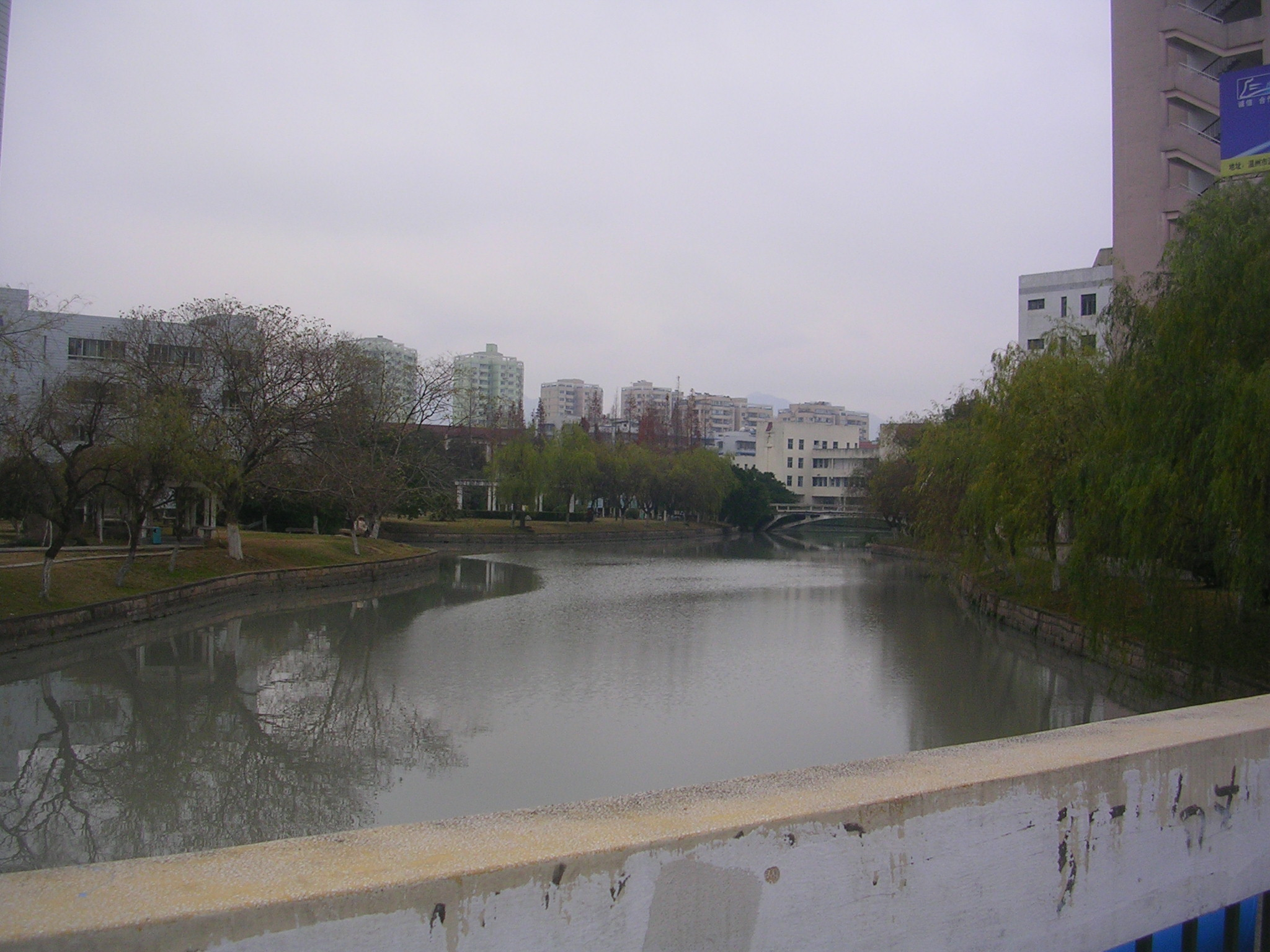
Міст через один з рукавів річки Люпу в Веньчжоу. На лівому березі - Веньчжоуський педагогічний університет.

## Міста-побратими
- Кременчук, Україна
- Юніон (округ, Нью-Джерсі), США
- Провінція Прато, Італія
- Аліканте, Провінція Валенсія, Іспанія
- Ісіномакі, Префектура Міяґі, Японія
- Порт-Жантіль, Ґабон
- Гіссен, Німеччина
- Іпох, Малайзія
- Піттсбург, (Каліфорнія), США

## Відомі особистості
В поселенні народився:
- Гу Чаохао (1926—2012) — китайський математик і фізик.